# ISO 3166-2:GU

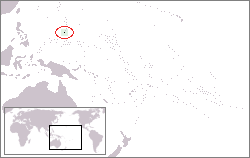
Guam en un mapa de Oceanía.

ISO 3166-2:GU es la entrada para Guam en ISO 3166-2, parte de los códigos de normalización ISO 3166 publicados por la Organización Internacional de Normalización (ISO), que define los códigos para los nombres de las principales subdivisiones (p.ej., provincias o estados) de todos los países codificados en ISO 3166-1.
En la actualidad, en la entrada para Guam no hay códigos definidos en la ISO 3166-2.
Guam, un área insular de Estados Unidos, tiene oficialmente asignado el código GU para la ISO 3166-1 alfa-2. Además, tienen también asignado el código US-GU para la ISO 3166-2 bajo la entrada para los Estados Unidos.